# Alain Foucault
 (octobre 2016).
Alain Foucault, né le 3 octobre 1938, est un géologue français, professeur émérite au Muséum national d'histoire naturelle de Paris et président de l'Association française pour l'avancement des sciences (AFAS) de 2009 à 2011.

## Biographie

### Profil
Docteur d'État en sciences, il a réalisé en tant que géologue de nombreuses missions de terrain dans les régions méditerranéennes, notamment en Espagne mais aussi en Italie et en Grèce, ainsi que des campagnes en mer pour des études de structure et de stratigraphie de terrains sédimentaires mésozoïques et cénozoïques.
Alain Foucault est spécialisé dans l'étude des variations de l'environnement et des climats dans les périodes géologiquement récentes (Pliocène et Quaternaire, c'est-à-dire depuis 5 millions d'années).
Par ailleurs, il est enseignant chercheur à l'université Pierre-et-Marie-Curie pendant quinze ans[Quand ?]. Depuis 1976, il est aussi rattaché au Muséum national d'histoire naturelle ; il effectue des recherches et publications scientifiques et propose des conférences et cours publics sur des sujets tels que l'évolution de la terre, de la vie, des climats et des environnements. Il a également publié des ouvrages et articles destinés à un large public, et participé à des titres divers, à plusieurs expositions sur des thèmes intéressant les sciences de la nature et de l'homme.

### Fonctions exercées
De 1959 à 1960, il est stagiaire de recherches au CNRS, au laboratoire de géologie méditerranéenne du Collège de France. De 1960 jusqu'en 1976, il devient assistant puis maître-assistant à la faculté des sciences de Paris, puis à l'université Pierre-et-Marie-Curie. Pendant cette période, il est aussi membre du Comité national de géologie (1974-1979).
À partir de 1976 et pendant seize ans, il est sous-directeur au laboratoire de géologie du Muséum national d'histoire naturelle. Il occupe aussi à cette époque les fonctions de secrétaire de la Société géologique de France (1981-1983), de vice-président de la Société géologique de France (1984) ainsi que de membre de la Commission scientifique géologie et géophysique de l'Institut français de recherches en coopération (ORSTOM, de 1988 à 1992). De plus, il est membre du Conseil scientifique du Muséum national d'histoire naturelle, président de la section diffusion des connaissances, enseignement et muséologie (1989-1993). De 1992 à 1996, il est directeur du laboratoire de géologie du Muséum national d'histoire naturelle.
Alain Foucault occupe également les postes de membre du Conseil d'administration du Muséum national d'histoire naturelle de 1989 à 1998 puis de 2000 à 2006, celui de membre du Comité national de la recherche scientifique (1991-1995), de membre du Conseil national des universités (1992-1995).
Il est par ailleurs professeur au Muséum national d'histoire naturelle (1992-2007) et professeur émérite depuis 2008.
Depuis 2009, il est le président de l'Association française pour l'avancement des sciences (AFAS).

## Ouvrages
Une centaine de publications scientifiques et plusieurs ouvrages généraux dont :
- Dictionnaire de géologie (en coll. avec J.-F. Raoult, Dunod, Paris, 1980-2010,  (ISBN 9782100547784))
- Climat : histoire et avenir du milieu terrestre (Fayard, Paris, 1993,  (ISBN 9782213031798))
- La Terre, planète vivante (Vuibert, Paris, 2003,  (ISBN 9782711752942))
- Des mammouths et des hommes (Vuibert, Paris, 2005,  (ISBN 2711753581))
- Guide du géologue amateur (Dunod, Paris, 2007,  (ISBN 9782100499595))
- Climatologie et Paléoclimatologie (Dunod, Paris, 2009,  (ISBN 9782100521906))
- Changements climatiques et biodiversité (en coll. avec R. Barbault et 38 autres auteurs, Vuibert/AFAS, Paris, 2010;  (ISBN 9782311000269).